# Короки Махута
Короки Махута (маори Korokī Mahuta; 16 июня 1906 — 18 мая 1966) — пятый король маори (1933—1966). Старший сын четвертого короля маори Те Рата Махуты и Те Уранга Матай из маорийского иви Нгати Короки, в честь которого он получил своё имя.

## Биография
Короки Махута родился 16 июня 1906 года в Ваахи, Хантли в регионе Уаикато. Его младший брат Тайпу умер в 1924 году вскоре после прибытия в Уэсли-колледж.
Короки имел отношения с Те Паей Райхе, вероятно, в 1920-х годах, с которой у него было две дочери. Примерно в 1930 году маорийская лидер в регионе Уаикато Те Пуэа Херанги договорилась с Короки, чтобы он женился на её племяннице Те Атайрангикау, дочери её брата Ванакоре Херанги. У Те Атайрангикааху была дочь Пики, родившаяся в 1931 году. В 1939 году усыновили сына Роберта Махуту. Короки и его семья жили в Ваахи.
Отец Короки Те Рата Махута умер 1 октября 1933 года, когда Короки было всего 24 года. Короки был избран преемником своего отца и неохотно принял корону. Он был коронован 8 октября 1933 года, в день похорон его отца.
В первые несколько лет своего правления он был под пристальным присмотром братьев своего отца Тумате и Тонга Махута и Хаунуи Таухиао, брата его деда, короля Махуты. Двое из его главных доверенных лиц и сторонников были Пей Те Хуринуи Джонс и Пири Поутапу. 30 декабря 1953 года он принимал королеву Великобритании Елизавету II, когда она посетила его официальную резиденцию в Турангаваэ-Марае в Нгаруавахиа во время коронационного тура.
Умер в Нгаруавахии 18 мая 1966 года и был похоронен на горе Таупири 23 мая. Его сменила дочь Пики, которой на коронации было присвоено имя её матери Те Атаирангикааху.